# Aloysius Maryadi Sutrisnaatmaka

Aloysius Maryadi Sutrisnaatmaka, né le 18 mai 1953 à Pandes (id), Klaten dans la province de Java central, est un prélat indonésien, évêque du diocèse de Palangkaraya en Indonésie depuis 2001.

## Biographie
Il est ordonné prêtre pour les Missionnaires de la Sainte-Famille (M.S.F.) le 6 janvier 1981. 
Il a obtenu un doctorat en missiologie à l'Université grégorienne à Rome

## Évêque
Le 23 janvier 2001, le pape Jean-Paul II le nomme évêque de Palangkaraya
Il reçoit l'ordination épiscopale le 7 mai 2001 du cardinal Julius Riyadi Darmaatmadja, archevêque de Jakarta.